# Interfejs użytkownika

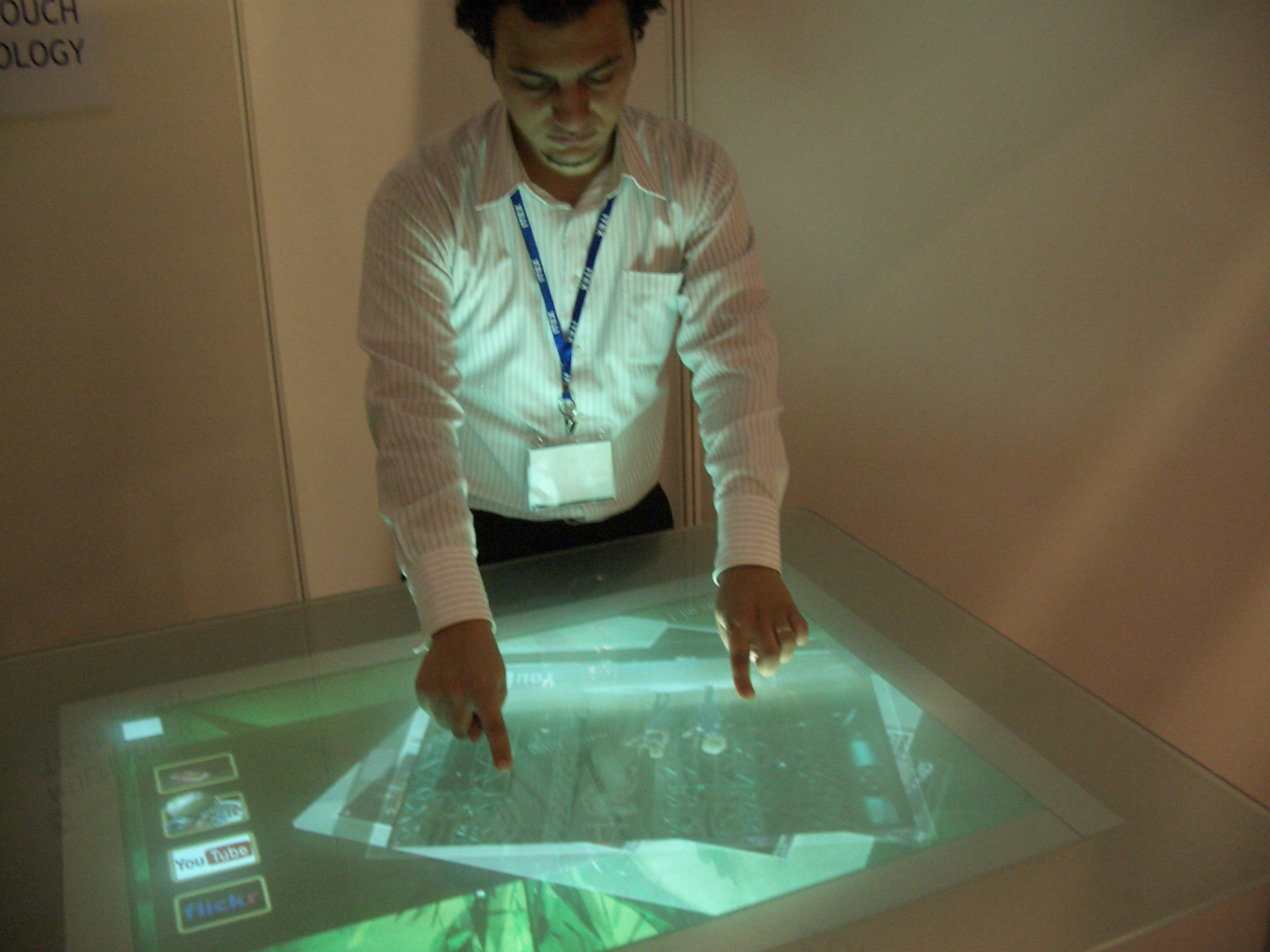
Interakcja człowieka z komputerem przez ekran dotykowy

Interfejs użytkownika, UI (od ang. user interface) – przestrzeń, w której następuje interakcja człowieka z maszyną.

## W technice
Interfejs użytkownika to część urządzenia lub oprogramowania odpowiedzialna za interakcję z użytkownikiem. Człowiek nie jest zdolny do bezpośredniej komunikacji z maszynami. Aby było to możliwe, są one wyposażone w urządzenia wejścia-wyjścia tworzące interfejs użytkownika. Do najczęściej stosowanych zaliczają się:
- wiersz poleceń (CLI) – urządzenie wejściowe to klawiatura, a wyjściowe to drukarka lub wyświetlacz w trybie znakowym,
- interfejs tekstowy (TUI) – urządzenie wejściowe to klawiatura lub myszka, a wyjściowe to wyświetlacz w trybie znakowym,
- interfejs graficzny (GUI) – wejście to urządzenie wskazujące (zwykle myszka), a wyjście to wyświetlacz graficzny,
- interfejs strony internetowej (WUI) – wejście i wyjście jest realizowane poprzez stronę internetową wyświetlaną w przeglądarce,
- interfejs głosowy(inne języki) (VUI) – urządzenie wejściowe to mikrofon, a wyjściowe to głośniki,
- interfejs gestowy(inne języki) – urządzenie wejściowe to ciało ludzkie lub specjalny kontroler, a wyjściowe to wyświetlacz graficzny; przykładem jest Kinect dla konsoli Xbox 360,
- rzeczywistość wirtualna – może używać elementów interfejsu głosowego i gestowego. Wejściem są gesty i ruchy głowy, np. dzięki specjalnym okularom oraz rękawicom a wyjściem obraz wyświetlany w okularach,
- rzeczywistość rozszerzona – także jest interfejsem gdzie rzeczywistość widziana oczyma, jest ulepszana dzięki technologii, np. okularów czy smartfonów.

## W informatyce
W tej dziedzinie najczęściej jako interfejs użytkownika rozpatruje się część oprogramowania zajmującą się obsługą urządzeń wejścia-wyjścia przeznaczonych dla interakcji z użytkownikiem. W komputerach zwykle za obsługę większości funkcji interfejsu użytkownika odpowiada system operacyjny, który narzuca standaryzację wyglądu różnych aplikacji. Zwykli użytkownicy postrzegają oprogramowanie wyłącznie przez interfejs użytkownika.

## W projektowaniu przemysłowym
W części dziedziny projektowania przemysłowego dotyczącej interakcji człowieka z komputerem interfejsem użytkownika nazywana jest przestrzeń, w której dochodzi do interakcji. Celem tej interakcji jest umożliwienie skutecznego operowania i kontroli nad maszyną przez człowieka, podczas gdy maszyna dostarcza zwrotnych informacji ułatwiając operatorowi podejmowanie decyzji. Do przykładów tak szeroko rozumianej koncepcji interfejsów użytkownika należą interaktywne aspekty komputerowych systemów operacyjnych, jak również narzędzi ręcznych, ciężkich maszyn sterowniczych i kontroli procesu.
Specjalistami zajmującymi się projektowaniem interfejsów są projektanci interakcji lub architekci informacji, łączący przygotowanie techniczne z wiedzą psychologiczną o przetwarzaniu informacji przez człowieka i wiedzą o funkcjonalności aplikacji. Przygotowany przez nich projekt trafia do projektantów graficznych i programistów.
Naukowcy prowadzą badania nad nowymi interfejsami (interfejs mózg–maszyna), które mogą ułatwić użytkownikowi współpracę z komputerem.